# 박병권
박병권(朴炳權, 1920년 1월 8일 ~ 2005년 9월 20일)은 제14대 대한민국 국방부 장관 등을 지낸 대한민국의 군인 겸 정치인이다.
본관은 밀양(密陽)이며 충청남도 논산군 출생이다.
1920년 1월 8일 충청남도 논산 출생으로, 1940년 연희전문학교 문과에 입학해 1944년 학사 학위 취득하였으며 같은 해 학도병으로 강제 징집되었다.
해방이 되자 학도병 출신들이 결성한 조선학병연맹에 가입해 활동하다 민기식, 최석 등과 함께 탈퇴한 후 학병단에 가입해 조선학병연맹에 맞섰다. 1945년 12월 5일 미 군정청이 군사영어학교를 개설하자 이에 응시해 1946년 1월 5일, 1차로 합격했다.
육군 소위로 임관된 후 국방경비대 창설에 참여해 서울에서 창설된 제1연대 A중대에 이어 부산시에 내려와 오덕준, 이치업과 함께 제5연대 A중대 창설을 도와 모병활동을 전개했다. A중대와 B중대 편성이 완료된 후 그해 9월 10일 송요찬 육군 참위 등 제 5연대 대원 123명을 이끌고 제8연대에 편입되어 제8연대 제3대대를 편성했다.
1947년 2월 육군 소령으로 진급했고 12월부터 제3대 연대장으로 활동했다. 1948년 7월 25일 통위부(統衛部, 현 국방부)로 전출되었다. 이범석 초대 국방부 장관 예하 전속부관으로 재직하다 1949년 1월 육군사관학교 교무주임 겸 후보생 생도대 대대장으로 발령받았다. 그 뒤 1949년 10월, 육군 대령으로 진급과 동시에 육군사관학교 후보생 생도대 연대장이 되었다.
1950년 한국전쟁이 발발하자 제5사단 참모장으로 지연 작전을 벌였다. 넉 달 후 1950년 10월 제5사단 부사단장으로 승진해 지리산, 김천, 영주 등지에서 공비소탕작전을 벌였다. 이듬해인 1951년 2월 홍천전투에 참전했고, 3월 제2사단 부사단장으로 전보되었다. 6월 30일 육군 준장으로 진급해 경북 영양의 오미산전투, 사창리 진격전을 벌였다.
1951년 8월 15일 제9사단장으로 취임해 육군본부 직할로 배속된 사단을 정비하고, 교육훈련을 시킨 뒤 강원도 철원으로 이동시켰고 11월부터 12월까지 화살머리 고지 전투 및 백마고지 전투 지휘했다.
1952년 5월 미국 캔사스 주 육군지휘참모학교에 파견되었으며, 체류 중이던 1953년 5월 육군 소장으로 진급했다. 1953년 6월, 1년 만에 원대 복귀하여 제5사단장에 부임했다.
휴전 후 1954년 3월 육군사관학교장과 1955년 8월 국방대학 부총장에 연이어 임명되어 주로 군 교육분야에 봉직했다. 1955년 10월 제1관구 사령관과 1958년 8월 육군 제6관구사령관 직책을 거친 후, 1959년 3월 교육총본부 제2훈련소장(현 육군 논산훈련소장)에 임명되었다. 1960년 제3군단장이 되었고, 1960년 8월 육군본부 인사참모부장, 같은해 11월 전투병과 교육사령관에 임명되었다. 1961년 7월 8일 육군 중장으로 진급 후 이튿날 1961년 7월 9일, 육군 중장 예편했다.
예편 직후 1961년 7월 10일, 제14대 국방부 장관으로 임명되어 박정희 국가재건최고회의 의장의 미국 방문을 함께 수행했다. 박정희 의장의 민정 참여를 반대해 1963년 3월 16일을 기하여 국방부 장관 직책을 자진 사임했으며, 1965년 7월 31일 퇴역장성, 종교인, 학계 대표로 구성한 조국수호국민협의회 발족에 참여해 한일 협정을 반대하는 성명서에 서명했다. 한일협정 범국민비준저지 투쟁에 동참해 8월 29일 구속되었다가 10월 25일 보석으로써 풀려났다.
1966년 7월 8일, 민중당에 입당을 선언했다가 이틀 만인 1966년 7월 10일에 철회 및 탈당했고, 이듬해인 1967년 3월 8일, 민주공화당에 입당했다. 1969년 8월 21일, 민주공화당 탈당을 한 그는 1970년 국영기업인 대한중석 사장에 내정되어 1977년 2월까지 연임했고, 1987년 12월, 민주화합추진위원회 국민회합분과 위원장으로 선임되었다. 이후 대한해운 고문 등을 역임했으며, 2005년 9월 20일 사망했다. 상훈으로는 태극무공훈장과 을지무공훈장, 일등근무공로훈장 등이 있다.
그는 경성 연희전문학교(現 연세대학교)에서 1944년 학사 학위 취득하였으며 같은 해 일본군의 학병으로 징집되었다. 1946년, 군사영어학교를 졸업하여 군인의 길을 걷게 되었으며, 6·25전쟁 중 사단장을 역임하였다. 휴전 이후, 육군사관학교장, 육군 2훈련소장(現 육군 논산훈련소장), 군단장 직책을 역임하였으며 대한중석 사장을 거쳐 5·16 군사 정변 이후 국방부 장관 직책에 임명되었다.
박병권은 군사 정변 이전 소장파 영관급 장교들 사이에서 박정희와 함께 지도자로 고려될 만큼 청렴결백한 장군이었다. 훈련소장 및 군단장 재직시에도 각종 비리를 해결하여 후배 장교들 사이에서 많은 존경을 받았으며, 제2훈련소장 재직시에는 직접 콩나물의 길이를 검사하고 고깃국을 검사한 일화도 있다.
5·16 군사 정변 이후 국방부 장관에 임명되었다. 1962년 민정이양 당시, 박정희의 불참을 주장하였으며 박정희가 계엄령을 선포하려고 하자 주무장관인 국방부 장관으로써 정면으로 반대하여 납치되었다가 풀려난 이후 국방부 장관을 사임하였다. 후일 전 중앙정보부장인 김형욱은 박병권이 박정희의 계엄령 선포에 논리적으로 반박하는 것을 보고 박병권을 역시 큰 인물이자 세상의 평가는 헛되지 않은 법이며 박정희에 가깝게 붙이지 못한 것이 아쉬울 뿐이라고 자서전에서 적고 있다.

## 학력
- 경성 연희전문학교 학사
- 대한민국 군사영어학교 1기
- 대한민국 육군보병학교 졸업
- 미국 육군참모대학교 졸업

## 인간 관계
- 자신과 성만 다르고 한글 이름이 같은 예비역 육군 중장 민병권(閔丙權) 제23대 교통부 장관과는 사적으로 군사영어학교 동기이다.

## 같이 보기
- 제1공화국
- 제2공화국
- 이범석
- 박정희
- 장준하
- 김형욱
- 민병권
- 민족청년단
- 대한중석